# Coutures (Dordogne)
Coutures (okzitanisch Coturas) ist ein Ort und eine französische Gemeinde mit 198 Einwohnern (Stand: 1. Januar 2022) im Département Dordogne in der Region Nouvelle-Aquitaine. Die Gemeinde besteht aus dem Hauptort sowie einigen Weilern (hameaux) und Einzelgehöften (fermes).

## Lage und Klima
Der Ort Coutures liegt in der Kulturlandschaft des Périgord in einer Höhe von ca. 125 m. Die Stadt Périgueux liegt knapp 40 km (Fahrtstrecke) südöstlich; die Kleinstadt Ribérac befindet sich gut 11 km südwestlich. Das Klima ist gemäßigt; Regen (ca. 834 mm/Jahr) fällt übers Jahr verteilt.

## Bevölkerungsentwicklung
| Jahr      | 1800 | 1851 | 1901 | 1954 | 1999 | 2015 |
| Einwohner | 463  | 544  | 402  | 246  | 175  | 189  |

Der kontinuierliche Bevölkerungsrückgang im 20. Jahrhundert ist im Wesentlichen auf die Mechanisierung der Landwirtschaft und die Aufgabe von bäuerlichen Kleinbetrieben zurückzuführen.

## Wirtschaft
Die Bewohner der Gemeinde lebten jahrhundertelang als Selbstversorger von der Land- und Forstwirtschaft (Getreideanbau, Holzkohle); Obst und Gemüse wurden in den hauseigenen Gärten angebaut oder auf dem Markt angeboten. Im Ort selbst haben sich Kleinhändler und Handwerker niedergelassen.

## Geschichte
Auf dem Gemeindegebiet wurden gallorömische Funde gemacht. Die ersten Erwähnungen des Ortsnamens Cousturas oder Coturas stammen aus dem 13. Jahrhundert. Seit dem Jahr 1481 bis ins Vorfeld der Französischen Revolution gehörte die Pfarrei zur Kastellanei von Bourdeilles.

## Sehenswürdigkeiten
- Die Église Saint-Saturnin stammt ursprünglich aus dem 12. Jahrhundert. Wahrscheinlich im Umfeld des Hundertjährigen Krieges (1337–1453) wurde das nahezu fensterlose Kirchenschiff aufgestockt um eine Flucht- und Wehrkammer zu erhalten und durch einen vorgesetzten Wehr- und Glockenturm zusätzlich gesichert. Während die romanische Apsis eine Blendarkadengliederung zeigt, sind das Langhaus und der Westturm weitgehend schmucklos. Das Kirchenbauwerk ist seit dem Jahr 1947 als Monument historique eingeschrieben.[3]
- Unmittelbar neben der Kirche befand sich eine spätestens im Verlauf der Französischen Revolution zerstörte Burg (château).

Umgebung
- Beim Weiler La Longue steht ein auf kreisrundem Grundriss erbautes Taubenhaus (pigeonnier) mit einem arkadengestützten und nach allen Seiten hin offenen Unterbau.